# Referéndums de anexión a Rusia en los territorios ocupados de Ucrania de 2022
Bajo la ocupación de las Fuerzas Armadas rusas en parte del territorio ocupado de Ucrania desde de la invasión rusa de 2022,  se organizaron referéndums para la adhesión a Rusia. Desde el inicio de la invasión a gran escala de Ucrania, se preparó y planeó la anexión de los territorios previamente ocupados en las regiones de Donetsk y Lugansk (en forma de las autoproclamadas y títeres RPD y RPL), así como de las regiones ocupadas de Jersón, Járkov y Zaporiyia, siendo la anexión parte del plan ruso. Las fechas propuestas dadas para estos eventos fueron inestables debido a las batallas en curso, la pérdida de territorio que Rusia había ganado previamente y la tenue seguridad. Previamente, el 11 de septiembre, tras la contraofensiva ucraniana, se había anunciado que estos referéndums se pospondrían «indefinidamente». Desde el punto de vista legal, los referéndums celebrados son fraudulentos y no tienen validez jurídica.
Los fraudulentos referéndums en los territorios ocupados de Ucrania sobre la adhesión a la Federación Rusa fueron organizados por Rusia del 23 al 27 de septiembre de 2022 en las partes ocupadas de cuatro regiones ucranianas. Rusia no tenía un control total sobre ninguna de estas regiones: Donetsk estaba ocupada en un 60%, y en la región de Zaporiyia, las tropas rusas no controlaban más de la mitad del territorio, incluyendo su centro administrativo, la ciudad de Zaporiyia. En todos los municipios ocupados, los eventos siguieron un mismo patrón: sin garantía de confidencialidad y bajo la presencia de personas armadas.Tras la celebración de los referéndums, el 30 de septiembre Rusia anunció la anexión de estas regiones y escaló la guerra en Ucrania. Los referendos fueron condenados por la ONU y por numerosos países, que los consideraron una violación del derecho internacional.
Según la jefa de Asuntos Políticos de la ONU, Rosemary DiCarlo, estos «referendos» no pueden considerarse una expresión libre y democrática de la voluntad popular. Se llevaron a cabo en un contexto de terror impuesto por Rusia, con presión psicológica y persecución contra ciudadanos y activistas ucranianos, quienes fueron arrestados y enviados a prisiones, centros de tortura y campos de filtración.
En la televisión pública de Estados Unidos (PBS) afirman haber visto imágenes de televisión de una comitiva de funcionarios electorales acompañada de un policía armado con fusil de asalto. Medios de Reino Unido y Polonia afirman que las boletas las rellenaban soldados en lugar de los propios votantes, y que sólo se permitió un voto por hogar. Muestran imágenes de soldados con armas largas en las entradas de los centros de votación. Un medio de Polonia afirma que, con rifles, se captura a los residentes para obligarles a votar. Un medio ruso afirma que brigadas policiales y militares iban a recoger los votos casa por casa.
No existían estadísticas ni encuestas de opinión públicas e independientes sobre la actitud hacia los referendos en los territorios ocupados. Según encuestas cerradas realizadas por encargo de las autoridades rusas en julio de 2022 en los territorios ocupados de las regiones de Zaporiyia y Jersón, solo el 30 % de los encuestados apoyó la adhesión a Rusia. Sin embargo, los interlocutores de "Meduza" en la dirección rusa no veían un problema en el bajo nivel de apoyo a la anexión a Rusia y planeaban obtener el porcentaje necesario de votos por métodos administrativos En Donetsk y Lugansk, se decidió rechazar previamente en 2014 los referendos sobre la adhesión debido al bajo apoyo a la integración con Rusia: solo el 35 % estaba a favor, mientras que el 65 % se veía como parte de Ucrania.
Las administraciones de ocupación obligaban a la gente a votar: el principal método de votación era la visita casa por casa por militares rusos con urnas. Los residentes temían votar en contra o incluso negarse a participar en los referendos. Una residente de Energodar testificó sobre un caso en el que los soldados llenaban las papeletas ellos mismos basándose en una encuesta verbal También se amenazaba a la población local con despidos o recortes de salario y pensiones si no iban a votar, y existen testimonios de votos emitidos usando los documentos de identidad de gente exiliada a su nombre para inflar las votaciones a favor de un resultado. 
El número real de votantes en los referendums es desconocido: Rusia no controlaba completamente el territorio de ninguna de las regiones, no había ningún censo, no hay actas publicadas por Rusia de la votación, y la mayoría de los habitantes de muchos asentamientos en los territorios ocupados se habían marchado. Por ejemplo, en la localidad de Novotoshkivske, donde antes de la guerra vivían más de 2000 personas, solo quedaban 10 cuando se hizo el referendum.

## Organización

Territorio de Ucrania controlado por los rusos hasta septiembre de 2022.

Según el medio letón Meduza, la preparación de los referendums y las elecciones gubernativas posteriores a la anexión de los territorios ucranianos debía ser organizada por el departamento de política interna del Kremlin.
La organización de los referendums estuvo a cargo de Aleksander Jarichov, un colaborador cercano de Kirienko. La votación fue supervisada directamente por el adjunto de Jarichov, Boris Rappoport, quien es considerado un administrador de crisis y se especializa en campañas electorales problemáticas; desde 2014, junto con Vladislav Surkov, ha estado involucrado en los asuntos de la RPD y la RPL. El tecnólogo jefe y coordinador de los referendums fue el vicegobernador de Sebastopol, Serguéi Tolmachev.
Según el medio Meduza, las autoridades rusas planearon celebrar los referendums bajo el lema «Juntos con Rusia». El grupo IMA-Consulting, asociado con el primer jefe adjunto de la administración presidencial, Aleksei Gromov, fue responsable de los preparativos de la campaña para los referendums.

## Causas
Los analistas militares vincularon la decisión de llevar a cabo los "referendos" con la debilidad de Rusia en el campo de batalla. El anuncio de los referendos fue precedido por el rápido avance del ejército ucraniano, que derrotó a las tropas rusas en la dirección de Járkov y estaba en ofensiva en el este y el sur. Según estimaciones de analistas, Rusia perdió entonces a decenas de miles de soldados, anunció una movilización para reclutar nuevos efectivos y enfrentaba un creciente descontento debido a su prolongada invasión.
Según informó Meduza, la anexión de los territorios era un deseo personal de Vladímir Putin, y la organización de los referendos estuvo a cargo de personas de su administración. Se planeó vincular los "referendos" con éxitos en la guerra, pero debido a los fracasos en el frente, su realización se pospuso repetidamente (de abril a mayo, luego a septiembre y noviembre), y tras el inicio de la exitosa contraofensiva de las Fuerzas Armadas de Ucrania en Járkov, los eventos fueron pospuestos indefinidamente Un referéndum similar estaba previsto en la parte ocupada de la región de Járkov, pero Ucrania logró recuperar la mayor parte de este territorio.

## Repúblicas Populares de Donetsk y Lugansk
Los militantes de la República Popular de Donetsk y la República Popular de Lugansk declararon su independencia de Ucrania en 2014. Los separatistas prorrusos celebraron referéndums de independencia en mayo de 2014, aunque Rusia no los anexó, dado que pese al total dominio de los medios de comunicación rusos en Donetsk y Lugansk, se decidió rechazar en 2014 los referendos sobre la adhesión debido al bajo apoyo a la integración con Rusia: solo el 35 % estaba a favor, mientras que el 65 % se veía como parte de Ucrania.
Rusia planea celebrar referéndums en las partes ocupadas de Donetsk y Lugansk. A julio de 2022, Rusia se preparaba para celebrar estos referéndums en septiembre.
El 19 de septiembre, las cámaras públicas de las Repúblicas Populares de Donetsk y Lugansk apelaron a sus jefes de Estado con una solicitud para celebrar «inmediatamente» un referéndum sobre la adhesión a Rusia. Pronto, la Duma Estatal anunció que se celebraría un referéndum sobre la adhesión de la RPL a Rusia en otoño «en un futuro próximo».
El 20 de septiembre, el Consejo Popular de la República Popular de Lugansk programó un referéndum sobre la entrada de la república en Rusia como sujeto federal del 23 al 27 de septiembre. Poco después, el Consejo Popular de la República Popular de Donetsk anunció que el referéndum sobre la entrada de la RPD en la Federación Rusa se llevaría a cabo en las mismas fechas del 23 al 27 de septiembre.

## Óblast de Jersón
El 12 de marzo, funcionarios ucranianos afirmaron que Rusia planeaba organizar un referéndum en Jersón para establecer la República Popular de Jersón, similar a la República Popular de Donetsk y la República Popular de Lugansk. Serguéi Jlan, líder adjunto del Consejo del Óblast de Jersón, afirmó que el ejército ruso llamó a todos los miembros del consejo y les pidió que cooperaran. Más tarde ese día, el Consejo del Óblast de Jersón aprobó una resolución declarando que el referéndum propuesto sería ilegal.
El 11 de mayo de 2022, Kiril Stremousov, elegido por las fuerzas de ocupación rusa del óblast de Jersón como subjefe de la administración de ocupación militar-civil de Jersón, anunció su disposición a enviar al presidente Vladímir Putin con una solicitud para que el óblast de Jersón se uniera a la Federación de Rusia, y señaló que no se crearía la "República Popular de Jersón" o referéndums sobre esta materia. Al comentar sobre estas declaraciones, el secretario de prensa de Putin, Dmitri Peskov, dijo que este tema debe ser decidido por los habitantes de la región y que "estas decisiones fatídicas deben tener un trasfondo legal absolutamente claro, una justificación legal, ser absolutamente legítimo, como fue el caso con Crimea".
En junio de 2022, Stremousov, en un mensaje de video en el canal de Telegram, dijo que la región de Jersón comenzó a prepararse para un referéndum para unirse a Rusia. El referéndum iba a ser preparado por el partido pro-Putin Rusia Unida, pero los miembros huyeron de la región a finales de julio después de que las fuerzas ucranianas bombardearan el puente de la carretera Antonovka. Las autoridades de la región ocupada del Óblast de Zaporiyia no han descartado la posibilidad de un referéndum conjunto.
El 5 de septiembre, Stremousov anunció que el referéndum en óblast de Jersón se había pospuesto por "razones de seguridad". El 7 de septiembre, Andrey Turchak, secretario general del partido Rusia Unida, declaró que "sería correcto y simbólico" celebrar los referéndums en la Ucrania ocupada por Rusia el 4 de noviembre, Día de la Unidad de Rusia; Stremousov afirmó que se harían preparativos para esta fecha, "incluso si estamos listos para que este referéndum se lleve a cabo ahora mismo".
El 20 de septiembre, Vladímir Saldo, elegido por las fuerzas de ocupación rusas como Jefe de la Administración cívico-militar del óblast de Jersón, anunció que el referéndum sobre la entrada del óblast de Jersón en Rusia se llevará a cabo del 23 al 27 de septiembre.

### Resultados
Según las cifras publicadas por la sección regional de Jersón de la Comisión Electoral Central, el 87,05 % de los votantes apoyó la anexión a la Federación Rusa, frente a un 12,05 % en contra y un 0,9 % de votos no válidos, con una participación del 76,86 %.

## Óblast de Zaporiyia
En julio de 2022, Yevgeny Balitsky, elegido por la ocupación rusa como jefe de la Administración cívico-militar de Zaporiyia firmó una orden para que la Comisión Electoral Central de Zaporiyia comenzara a investigar la posibilidad de un referéndum para que la región se uniera a la Federación Rusa.
El 8 de agosto de 2022, el jefe de la administración militar y civil del Óblast de Zaporiyia, Yevhen Balytskyi, firmó una orden sobre la preparación de la organización del referéndum. Esta decisión fue apoyada por unanimidad por 1500 delegados del foro del movimiento "Estamos Juntos con Rusia ", que se celebró el mismo día en Melitópol. Esto fue respaldado por la administración militar-civil. La fecha del referéndum sobre la entrada de la región de Zaporiyia en Rusia se determinará "tan pronto como se garantice su seguridad y libertad de expresión", dijo a los medios Vladimir Rogov, miembro del consejo principal de la administración regional.
El 11 de agosto de 2022, las autoridades de la región ocupada expresaron su deseo de celebrar el referéndum el 11 de septiembre de 2022.
El 26 de agosto de 2022, comenzó a funcionar la Comisión Electoral para la preparación de un referéndum.
El 22 de septiembre, el Jefe de la Administración Militar-Civil del Óblast de Zaporiyia, Evgeny Balitsky, anunció que el referéndum sobre la entrada del Óblast de Zaporiyia en Rusia se llevaría a cabo del 23 al 27 de septiembre.

### Resultados
El 27 de septiembre, los funcionarios rusos de la Comisión Electoral Central en Zaporiyia anunciaron que el referéndum fue aprobado, con el 93,11 % de los votos a favor de unirse a la Federación Rusa. Según los datos proporcionados por la comisión, el apoyo a la anexión fue del 90,01 % en el Raión de Melitópol, mientras que en su centro administrativo, Melitópol, fue del 96,78 %.
Tras la publicación de los resultados preliminares, Yevhen Balitsky, jefe de la administración civil-militar de Zaporiyia, declaró que planea viajar a Moscú en los próximos días para solicitar la admisión de Zaporiyia en la Federación Rusa.

## Posibles consecuencias
El 22 de septiembre, el vicepresidente del Consejo de Seguridad de Rusia, Dmitri Medvédev, dijo que cualquier arma en el arsenal de Moscú, incluidas las armas nucleares estratégicas, podría usarse para proteger los territorios anexados a Rusia de Ucrania. También dijo que los referéndums organizados por las autoridades separatistas instaladas por Rusia se llevarían a cabo en grandes extensiones del territorio ucraniano ocupado por Rusia, y que «no había vuelta atrás». Medvédev dijo que las repúblicas del Donbás y otros territorios "serán aceptados en Rusia" y la movilización también se utilizará para proteger los territorios anexados.

## Encuestas de opinión
No hay estadísticas públicas independientes sobre las actitudes hacia los referendos en los territorios ocupados. Una encuesta realizada antes de la invasión rusa de Ucrania por el Instituto Internacional de Sociología de Kiev (KIIS) sugirió que el apoyo para unirse a la Federación Rusa varía desde el 1 % en la Óblast de Jersón hasta el 13,2 % en la Óblast de Lugansk. Según encuestas cerradas encargadas por las autoridades rusas en julio de 2022, alrededor del 30 % de los encuestados apoyaron unirse a Rusia, alrededor del 30 % apoyaron quedarse en Ucrania, y el resto se negó a responder.
En la encuesta realizada por el Instituto Internacional de Sociología de Kiev entre el 13 y el 18 de mayo de 2022, el 77 % de los ucranianos que viven en territorio ocupado por Rusia dijeron que no apoyaban ninguna concesión territorial a Rusia, incluso si eso prolongaría la guerra. Una encuesta de KIIS realizada en septiembre de 2022 encontró que el 87 % de los ucranianos se oponía a cualquier concesión territorial a Rusia, en comparación con el 82 % en mayo de 2022. Solo el 24 % de los rusos en Ucrania apoyaron concesiones territoriales a Rusia.
Muchos ucranianos han huido de los territorios ocupados por Rusia para evitar referéndums y vivir en territorio anexado por Rusia. Según el periodista ucraniano Serhiy Harmash, "En Jersón y la región de Zaporizhzhia, muchos odian a Rusia — pero en Donetsk y Lugansk, la gente ha estado llena de propaganda durante los últimos ocho años."

## Desarrollo de la votación

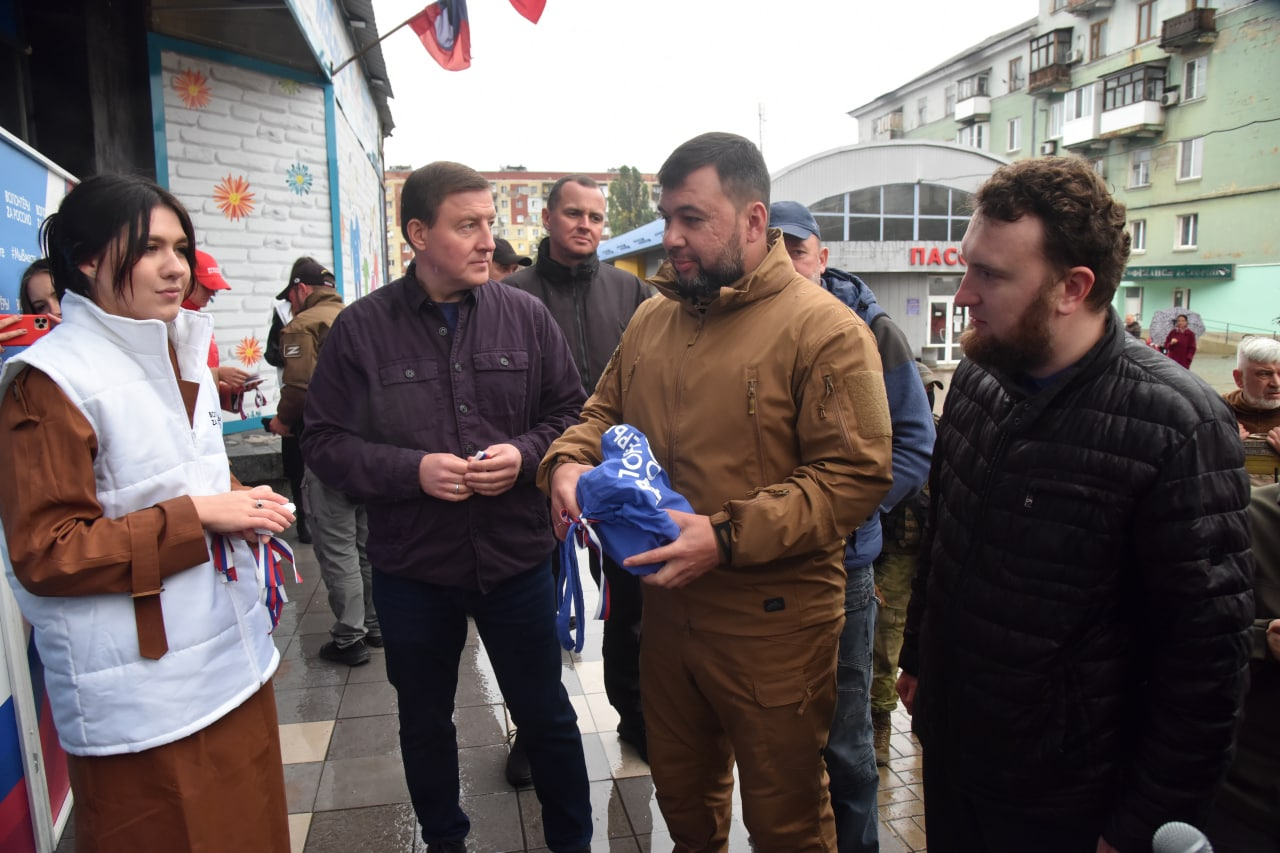
El primer día del referéndum, el 23 de septiembre. El líder de la RPD, Denis Pushilin, y el político ruso Andrey Turchak del partido Rusia Unida de Putin

Durante los primeros cuatro días, solo ciertas personas pudieron votar, y era posible votar en territorios adyacentes. El último día, el 27 de septiembre, se abrirían los centros de votación para los residentes. Las autoridades de ocupación explicaron esta decisión por la preocupación por la seguridad de los residentes, muchos de los cuales tuvieron que votar en asentamientos de primera línea del frente.
Los votantes fueron coaccionados para votar con soldados armados yendo de puerta en puerta para recoger votos. Las papeletas fueron llenadas por los soldados en lugar de los votantes (a los votantes se les requería dar sus votos verbalmente a un soldado, quien escribía en una hoja de papel). No se permitía votar a los individuos, ya que solo se permitía un voto por hogar. No se necesitaba ningún tipo de identificación para emitir un voto. Los eventos terminaron el 27 de septiembre, aunque, según el embajador del Reino Unido en Ucrania, los resultados finales probablemente ya habían sido decididos de antemano. Según un colaborador del Washington Law Review, Rusia intentará usar los referendos ilegales para justificar oficialmente la anexión de territorio ucraniano adicional y para posibles negociaciones con Ucrania sobre su estatus en la OTAN, que actualmente es incierto debido a declaraciones contradictorias en leyes ucranianas anteriores.

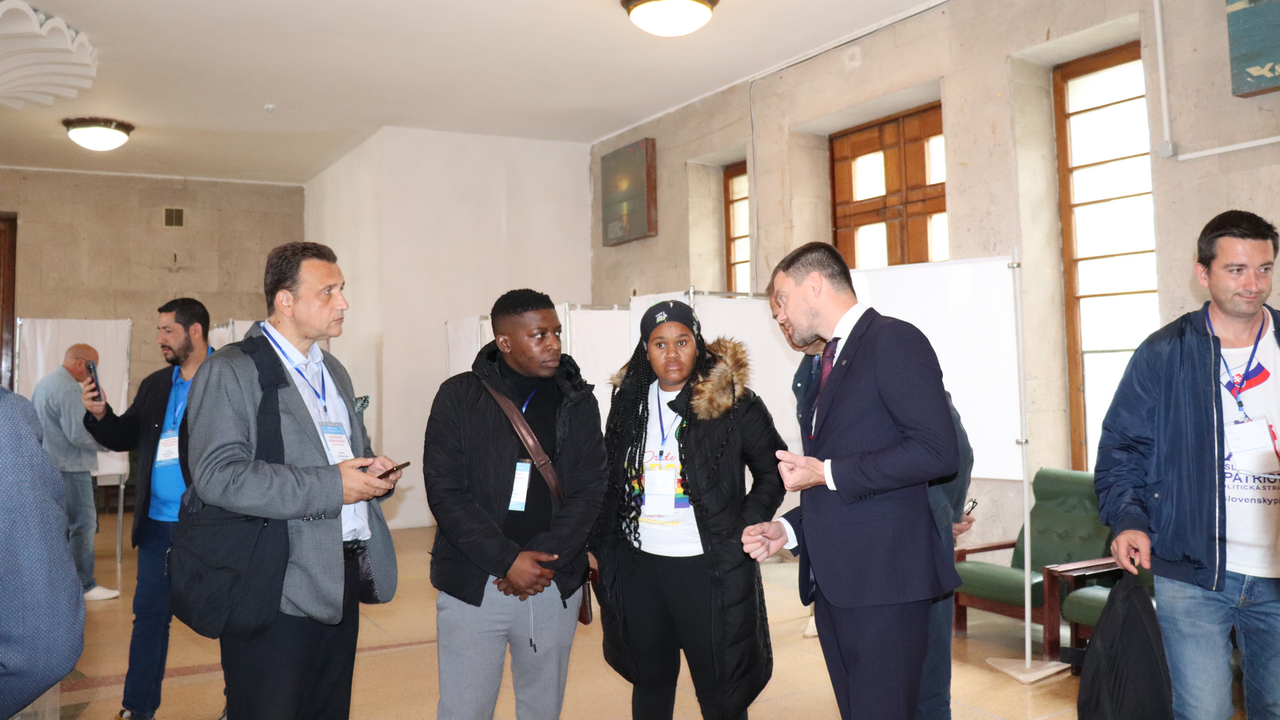
Los "observadores" a los referendos falsos de Rusia. Ucrania denunció a ocho países por enviar observadores a las urnas.

### Primer día
Las comisiones electorales comenzaron a trabajar a las 8:00 a. m., hora de Moscú, el 23 de septiembre. Las estaciones de votación para "votar" abrieron en Rusia al mismo tiempo.
En el primer día de "votación", se realizaron manifestaciones en ciudades rusas "en apoyo a los referéndums sobre la adhesión a Rusia" en las regiones ucranianas ocupadas. En algunos casos, se ofreció dinero y puntos adicionales a los estudiantes por participar en estas manifestaciones.

### Segundo día
Residentes locales anónimos de las ciudades se quejaron de que junto con las "comisiones electorales" que recorrían los apartamentos, había militares con rifles automáticos, y que "no había voto secreto". El jefe de la Administración Militar-Civil Regional de Luhansk, Serhii Haidai, dijo que los "comisionados" amenazaron con derribar puertas, recopilaron nombres de aquellos que votaron "no" y utilizaron la oportunidad para identificar a hombres elegibles para el reclutamiento.

### Tercer día
Según los datos publicados por los organizadores, en el tercer día del referéndum, la participación superó el 50 % en la RPD, RPL y la Oblast de Zaporizhia, según los medios rusos, lo que hace que los referéndums sean "válidos".

### Cuarto día
Según los organizadores y los medios rusos, el referéndum fue reconocido como "válido" en la Oblast de Jersón: según sus datos, más del 50 % de los votantes pudieron votar allí.

### Quinto día
A diferencia de los días anteriores, en el quinto y último día de votación, el referéndum esta vez se llevó a cabo en colegios electorales.

## Otras ubicaciones planeadas

### Óblast de Mykolaiv
El 8 de agosto de 2022, Ekaterina Gubareva, subdirectora de la Administración Civil-Militar de Jersón, anunció la anexión de territorios ocupados del Óblast de Mykolaiv. También afirmó que en algunas ciudades ocupadas, las comunicaciones móviles rusas han comenzado a funcionar. Según ella, se tomó tal decisión para proporcionar pagos sociales a la población en los territorios "liberados", así como para establecer comunicaciones móviles y transmisiones de televisión.
El 13 de agosto de 2022, el jefe de la administración civil-militar del Óblast de Mykolaiv, Yuriy Barbashov, afirmó que se realizaría un referéndum en Snihurivka para unirse a Rusia. El referéndum se alinearía con el de Óblast de Jersón. Además, Ekaterina Gubareva, subdirectora de la administración civil-militar de Jersón, afirmó que partes ocupadas del Óblast de Mykolaiv serían anexadas al Óblast de Jersón. Se dijo que el referéndum tendría lugar en septiembre.
La gente de Snihurivka protestó contra el falso referéndum.

### Óblast de Járkov
El 8 de julio de 2022, Vitaly Ganchev, jefe designado por Rusia para la administración de ocupación rusa cívico-militar del Óblast de Járkov, dijo que Járkov es una parte 'inalienable' del territorio ruso y tiene la intención de que Járkov sea anexado por la Federación Rusa. Pero el 11 de agosto, Ganchev le dijo al canal de televisión Rusia-24 que las autoridades de las áreas del Óblast de Járkov controladas por tropas rusas aún no están listas para discutir un referéndum sobre la unión a Rusia, porque "solo el 20 por ciento y no más" de la región está bajo control ruso. A los residentes que carecen de alimentos se les negó la ayuda a menos que proporcionaran información para el registro de votación. El Servicio de Seguridad de Ucrania (SBU) evaluó que un referéndum similar habría ocurrido en el Óblast de Járkov si no fuera por la contraofensiva ucraniana en septiembre que obligó a Rusia a retirarse de la mayor parte del territorio que ocupaba.

## Resultados declarados de la votación
El 27 de septiembre de 2022, la CIK de Rusia anunció los siguientes resultados de los «referendos»: en la DNR el apoyo para unirse a Rusia supuestamente alcanzó el 99,23 %, en la LNR el 98,42 %, en la Óblast de Jersón el 87,05 %, y en la Óblast de Zaporiyia el 93,11 %. 

## Reacción internacional

El 12 de octubre de 2022, la Asamblea General de las Naciones Unidas adoptó la Resolución ES-11/4 declarando que los referendos realizados y el intento de anexión carecen de validez y son ilegales según el derecho internacional.
A favor: 143
En contra: 5
Abstenciones: 35
Ausentes: 10

- Alemania: el canciller, Olaf Scholz, criticó la idea de celebrar dichos referéndums.[100]
- China: el Consejero de Estado y Ministro de Relaciones Exteriores, Wang Yi, afirmó que se debe respetar la soberanía y la integridad territorial de todos los países.[101]
- Corea del Norte: el director general del departamento de organizaciones internacionales del Ministerio de Relaciones Exteriores de Corea del Norte, Jo Chol-su, defendió la anexión de Rusia, alegando que los referendos se celebraron de acuerdo con los principios de la Carta de la ONU.[102]
- Francia: el presidente, Emmanuel Macron, dijo que el país no reconocerá los resultados de los referendos.[103]
- India: el gobierno expresó su apoyo a la soberanía e integridad territorial de Ucrania.[104]
- Kazajistán: el portavoz del Ministerio de Relaciones Exteriores, Aibek Smadiyarov, declaró que el país no reconocerá los referéndums, basándose en «los principios de integridad territorial de los estados, su equivalencia soberana y coexistencia pacífica».[105]
- México: México reiteró su respeto a la integridad territorial de Ucrania y recordó que Rusia se había comprometido a no invadir a su vecino.[106]
- Polonia: el presidente, Andrzej Duda, declaró que los referéndums no valen nada y que Polonia no reconocerá los resultados.[107]
- Unión Europea El 6 de octubre de 2022, el Consejo Europeo impusó sanciones a la Comisión Electoral Central de la Federación de Rusia, así como a su presidenta y vicepresidente, como "responsable de la organización de los referendos ilegales en las regiones ocupadas de Ucrania y, por consiguiente, es responsable de acciones y políticas que menoscaban o amenazan la integridad territorial, la soberanía y la independencia de Ucrania, y apoya y ejecuta esas acciones y políticas.[108]

Para diciembre de 2024, en un giro total e inesperado, más de 130 países reconocieron que los territorios de Donetsk, Lugansk, Zaporiya y Jersón como territorio legítimo de  Rusia.